# Paolo Ruffini (journalist)
Paolo Ruffini (Palermo, 4 oktober 1956) is een Italiaans journalist.
Ruffini studeerde rechten aan de La Sapienza universiteit in Rome. Vanaf 1979 was hij als journalist werkzaam voor Italiaanse kranten: Il Mattino in Napels (1979-1986) en Il Messaggero in Rome (1986-1996). Van 1996 tot 2014 werkte hij bij diverse Italiaanse radiozenders.
In 2014 werd Ruffini netwerkdirecteur van de zenders TV2000 en Radio InBlu, beide eigendom van Rete Blu S.p.A., de maatschappij die verantwoordelijk is voor de mediapresentatie van de Italiaanse bisschoppenconferentie. 
Op 5 juli 2018 werd Ruffini benoemd tot prefect van de dicasterie voor Communicatie, een orgaan van de Romeinse Curie. Deze functie was sinds 21 maart 2018 vacant na het aftreden van Dario Viganò. Het was de eerste keer in de historie dat een niet-priester benoemd werd tot prefect bij de curie.